# Biocentrisme
Le biocentrisme (grec : βίος, bio, « vie » ; et κέντρον, kentron, « centre ») est un courant de l'éthique environnementale, pensée pour l'essentiel d'origine norvégienne, s'opposant au « chauvinisme humain » et à la position « anthropocentrique » qui consiste à n'accorder de dignité morale qu'aux êtres humains et à considérer la nature uniquement comme « un ensemble de ressources ». Arne Naess est considéré comme le fondateur de ce courant qui est introduit en France avec son ouvrage « Écologie, communauté et style de vie » (titre original : « Ecology, Community and Lifestyle »), publié en français en 1992 par les éditions du Rocher. Il est ensuite popularisé par Catherine Larrère (Du bon usage de la nature, 1997). Aux États-Unis, il est représenté, entre autres, par Paul Taylor.
À distinguer du « mouvement biocentrique », mouvement culturel et pédagogique créé par Rolando Toro Araneda en Amérique latine autour de la Biodanza.

## Concepts

### Etho centrisme
Associé en France à la deep ecology ou écologie profonde, le biocentrisme généralise l'approche kantienne à tous les êtres vivants. Ces derniers doivent être considérés comme des fins en soi, c'est-à-dire comme possédant une valeur intrinsèque qui leur donne droit au respect.
Chez Kant, seul l'homme peut être considéré comme une fin en soi parce qu'il est raisonnable, conscient et capable d'être source de valeurs (il s'attribue lui-même une valeur tout en en conférant à d'autres). Mais il est possible d'objecter que les enfants et les fous ne sont ni  libres ni raisonnables et que nous les considérons tout de même comme des personnes morales. Il serait donc possible, pour étendre la valeur intrinsèque au vivant en général, de remarquer que celle-ci pourrait être indépendante du fait de posséder une conscience. Il suffirait juste de se valoriser soi-même comme fin ultime et d'attribuer une valeur positive ou négative aux autres choses.
C'est cette idée que développe Holmes Rolston III.
Selon lui, tous les êtres vivants peuvent être des fins en soi parce qu'ils :
- développent des stratégies qui leur permettent de se valoriser eux-mêmes, de se maintenir dans l'existence sans autre but que cette existence elle-même. Il existe donc un vouloir-vivre universel qui incite au respect[3] ;
- sont capables d'attribuer des valeurs positives ou négatives aux choses, de leur conférer une valeur, ainsi la plante a besoin du soleil[4].

La protection du vivant peut s’enchevêtrer, ce qui ne veut pas dire se dissoudre ou s'associer, dans la religion mais à ce jour aucun courant religieux ne se réclame du biocentrisme.
Fondé sur les concepts d’interactivité, de référentiel et de média, caractérisé par la coévolution et la complexité, générant de nouvelles constantes telles que le refus de toute discrimination, le nouveau rapport à l’animal, la culture du Vivant, la démocratie participative, l’agrobiologie, les biocarburants, les énergies renouvelables, le biocentrisme fait de l’être humain un membre responsable et réconciliateur de la Communauté humaine et non humaine du Vivant.
Le biocentrisme repose sur des bases telles que l’écologie, l'éthologie et la bionomie et renonce au dualisme et à toute discrimination. Il valorise le « vivant » et tout « être vivant sensible, humain et non humain ». Il est revendiqué par de nombreuses associations de protection animale et par certains auteurs en France comme Gérard Charollois ou Jean-Claude Hubert[réf. souhaitée].
La critique la plus courante qui est faite au biocentrisme concerne la hiérarchie des normes : si tous les vivants sont importants, un homme affamé doit-il renoncer à manger un serpent s'il est la seule nourriture disponible ? Les partisans du biocentrisme répondent que l'être humain est aussi un vivant et que cette situation extrême est un cas de dilemme extrêmement rare et que les politiques publiques devraient œuvrer à éviter ce genre de situation dans laquelle aucun des deux choix n'est acceptable[réf. nécessaire].